# Golden Meadow
Golden Meadow è un comune degli Stati Uniti d'America, situato nello Stato della Louisiana, in particolare nella parrocchia di Lafourche.